# 丸の内車掌区
丸の内車掌区（まるのうちしゃしょうく）は、東京都千代田区東京駅構内にあった、東日本旅客鉄道（JR東日本）首都圏本部の車掌が所属していた組織である。
京葉線の車掌基地として発足し、のちに東北新幹線東京駅延長に合わせて上野車掌区の新幹線要員が移管された。
2021年3月に新幹線行路が新設の東京新幹線運輸区に移管され、以後廃区までは京葉線、武蔵野線にのみ乗務していた。京葉線、武蔵野線の在来線行路は、2023年8月新設の京葉運輸区に移管され、当区は廃止となった。

## 車掌乗務範囲

### 在来線
- 京葉線：東京駅 - 蘇我駅間（各駅停車・快速のみ）
- 武蔵野線直通：東京駅・海浜幕張駅・南船橋駅 - 西船橋駅 - 府中本町駅間

### 新幹線（2021年3月まで）
- 東北・山形・秋田新幹線
  - はやぶさ：東京駅 - 新青森駅間
  - はやて：東京駅 - 新青森駅間
  - こまち：東京駅 - 盛岡駅間
  - Maxやまびこ・やまびこ：東京駅 - 盛岡駅間
  - Maxなすの・なすの：東京駅 - 郡山駅間
  - つばさ：東京駅 - 山形駅間
- 上越新幹線
  - Maxとき・とき：東京駅 - 新潟駅間
  - Maxたにがわ・たにがわ：東京駅 - 越後湯沢駅間
- 北陸新幹線
  - あさま：東京駅 - 長野駅間

## 沿革
- 1990年3月10日 - 京葉線担当の乗務区所として発足[1]。
- 1992年7月1日 - 東北・上越新幹線東京開業に伴い、上野車掌区から新幹線行路・要員を移管。
- 2021年3月13日 -東京新幹線運輸区開設に伴い新幹線行路が廃止され、要員も上野新幹線第二運転所所属の運転士と共に当該運輸区に移管された。在来線行路は引き続き存続される。
- 2023年8月27日-京葉運輸区開設に伴い在来線行路を移管し、当区は廃止